# Barthélemy Boganda
Barthélemy Boganda (4. travnja 1910. – 29. ožujka 1959.) bio je vodeći nacionalist u Srednjoafričkoj Republici prije postizanja neovisnosti.
Osnovao je Pokret za evoluciju crne Afrike. Vodio se pan-afričkim idejama kakve je zastupao i Kwame Nkrumah. Iako je njegov Pokret bio utemeljen na demokraciji, izopačio ga je Bogandin nećak Jean-Bedel Bokassa.
Bio je u rodu i s Davidom Dackom. Kao premijer služio je od 8. prosinca 1958. do 29. ožujka 1959. kada je poginuo u avionskoj nesreći.